# Castorpriset
Castorpriset är en bilderbokstävling instiftad av Alfabeta bokförlag i syfte att hitta nya förmågor inom genren i Lars Klintings anda. Prissumman är 50 000 kronor och priset utlyses vartannat år. Priset är uppkallat efter Klintings barnboksfigur bävern Castor.

## Pristagare
- 2009 - En puss är inte bara en puss av Carina Bodström
- 2011 – Ingen pristagare kunde utses detta år.
- 2013 – Tio gorillor av Lidia Blomgren
- 2015 – Vi smular vi härmar en gök av Emma Hanquist och Lina Ekdahl
- 2017 – Kedjan av Sanna Borell
- 2019 –
- 2021 –
- 2023 – Lilly, Hanna och de sju badtanterna av Elsa Paulson